# 수단의 총리
수단의 총리는 수단 정부의 수반이다.

## 목록
| 대수   | 이름                     | 이미지 | 취임             | 퇴임             | 정당              |
| ------ | ------------------------ | ------ | ---------------- | ---------------- | ----------------- |
| 1      | 이스마일 알아즈하리      |        | 1954년 1월 6일   | 1956년 7월 5일   | 민주통일당        |
| 2      | 압달라 할릴              |        | 1956년 7월 5일   | 1958년 11월 17일 | 국민민주당        |
| 3      | 이브라힘 아부드          |        | 1958년 11월 18일 | 1964년 10월 30일 | 군인              |
| 4      | 시르 알하팀 알할리파     |        | 1964년 10월 30일 | 1965년 6월 2일   | 국민민주당        |
| 5      | 모함메드 아메드 마흐구브 |        | 1965년 6월 10일  | 1966년 7월 25일  | 국민민주당        |
| 6      | 사디크 알마흐디          |        | 1966년 7월 27일  | 1967년 5월 18일  | 국민민주당        |
| 7      | 모함메드 아메드 마흐구브 |        | 1967년 5월 18일  | 1969년 5월 25일  | 국민민주당        |
| 8      | 바비케르 아와달라        |        | 1969년 5월 25일  | 1969년 10월 27일 |                   |
| 9      | 가파르 니메이리          |        | 1969년 10월 28일 | 1976년 8월 11일  | 군인 사회주의연합 |
| 10     | 라시드 바크르            |        | 1976년 8월 11일  | 1977년 9월 10일  |                   |
| 11     | 가파르 니메이리          |        | 1977년 9월 10일  | 1985년 4월 6일   | 군인 사회주의연합 |
| 12     | 알자줄리 다팔흐          |        | 1985년 4월 22일  | 1986년 5월 6일   | 무소속            |
| 13     | 사디크 알마흐디          |        | 1986년 5월 6일   | 1989년 6월 30일  | 국민민주당        |
| (폐지) |                          |        |                  |                  |                   |
| 14     | 바크리 하산 살레         |        | 2017년 3월 2일   | 2018년 9월 10일  | 국민회의          |
| 15     | 모타즈 무사              |        | 2018년 9월 10일  | 2019년 2월 23일  | 국민회의          |
| 16     | 모하메드 타히르 아얄라   |        | 2019년 2월 23일  | 2019년 4월 11일  | 국민회의          |
| (공석) |                          |        |                  |                  |                   |
| 17     | 압달라 함독              |        | 2019년 8월 21일  | 2021년 10월 25일 | 무소속            |
| (공석) |                          |        |                  |                  |                   |

## 같이 보기
- 수단의 역사
- 수단의 대통령